# مينيزيا ترانسفيرسنوتاتا
مينيزيا ترانسفيرسنوتاتا (Menesia Transversenotata) هي نوع من الخنفساء من عائلة سيرامبيكيدا وقد وُصفت من قبل هيلر في 1924، وهي معروفة من الفلبين.